# Płośnica (przystanek kolejowy)
Płośnica – przystanek kolejowy w Płośnicy, w gminie Płośnica, w powiecie działdowskim, w województwie warmińsko-mazurskim.